# Distrito de Fonyód
El distrito de Fonyód (húngaro: Fonyódi járás) es un distrito húngaro perteneciente al condado de Somogy.
En 2013 su población era de 34 599 habitantes. Su capital es Fonyód.

## Municipios
El distrito tiene 4 ciudades (en negrita) y 17 pueblos (población a 1 de enero de 2013):
- Balatonboglár (5901)
- Balatonfenyves (1874)
- Balatonlelle (5309)
- Buzsák (1369)
- Fonyód (4856) – la capital
- Gamás (794)
- Gyugy (288)
- Hács (398)
- Karád (1584)
- Kisberény (183)
- Látrány (1364)
- Lengyeltóti (3123)
- Ordacsehi (794)
- Öreglak (1572)
- Pamuk (245)
- Somogybabod (480)
- Somogytúr (447)
- Somogyvámos (774)
- Somogyvár (1803)
- Szőlősgyörök (1228)
- Visz (213)